# Custotychus pocahontas
Custotychus pocahontas är en skalbaggsart som först beskrevs av Thomas Casey 1897.  Custotychus pocahontas ingår i släktet Custotychus och familjen kortvingar. Inga underarter finns listade i Catalogue of Life.